# Domart-en-Ponthieu
Domart-en-Ponthieu és un municipi francès situat al departament del Somme i a la regió dels Alts de França. L'any 2007 tenia 1.163 habitants.

## Demografia

### Població

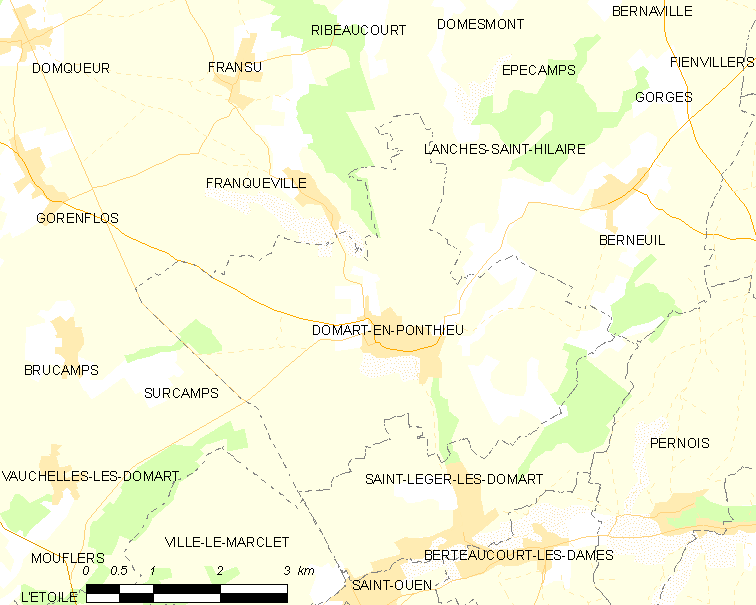
mapa del municipi

El 2007 la població de fet de Domart-en-Ponthieu era de 1.163 persones. Hi havia 434 famílies de les quals 108 eren unipersonals (52 homes vivint sols i 56 dones vivint soles), 139 parelles sense fills, 147 parelles amb fills i 40 famílies monoparentals amb fills.

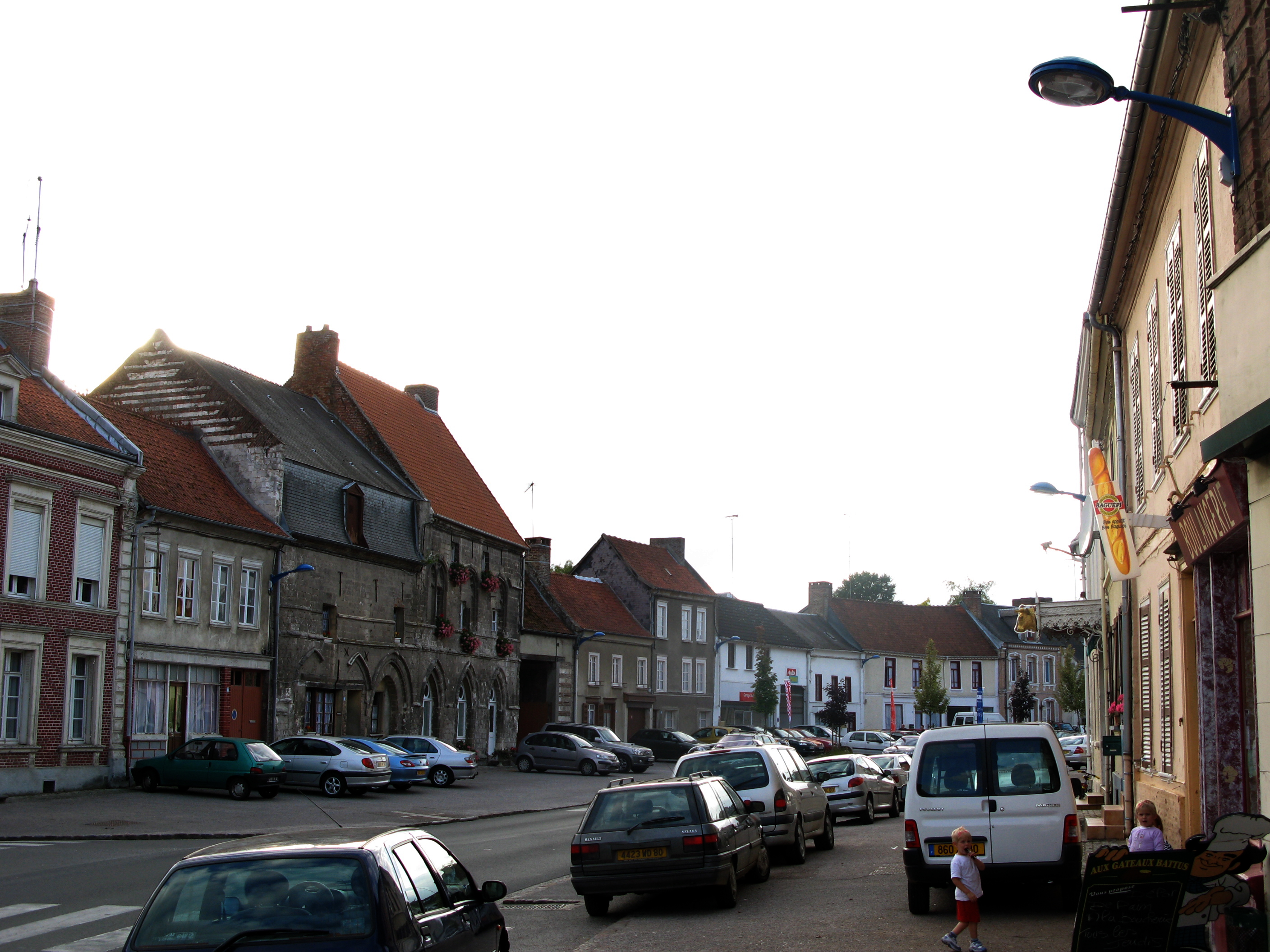

La població ha evolucionat segons el següent gràfic:
Habitants censats

### Habitatges

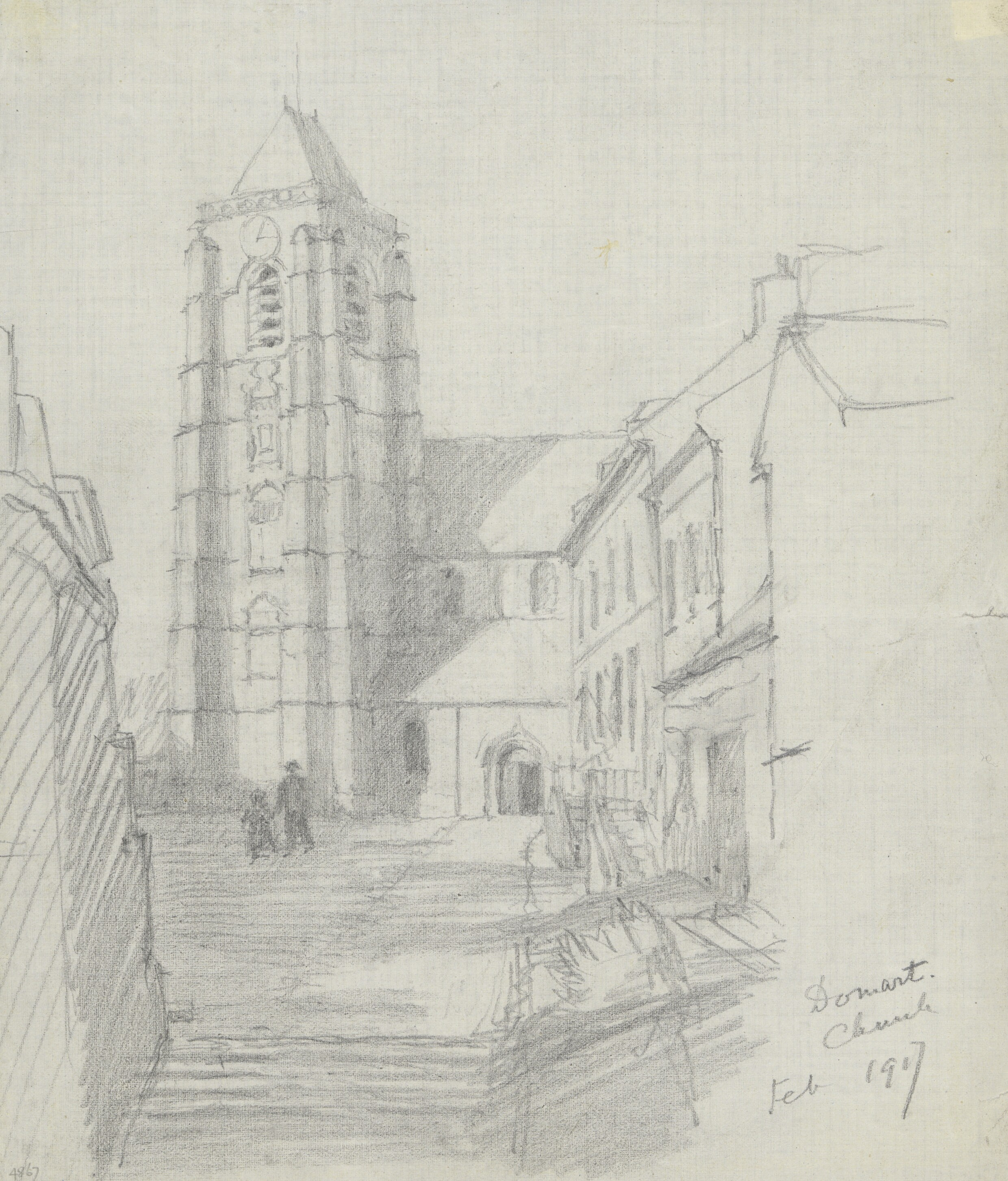

El 2007 hi havia 464 habitatges, 439 eren l'habitatge principal de la família, 7 eren segones residències i 18 estaven desocupats. 419 eren cases i 43 eren apartaments. Dels 439 habitatges principals, 330 estaven ocupats pels seus propietaris, 88 estaven llogats i ocupats pels llogaters i 22 estaven cedits a títol gratuït; 5 tenien una cambra, 11 en tenien dues, 43 en tenien tres, 88 en tenien quatre i 293 en tenien cinc o més. 302 habitatges disposaven pel capbaix d'una plaça de pàrquing. A 220 habitatges hi havia un automòbil i a 165 n'hi havia dos o més.

### Piràmide de població

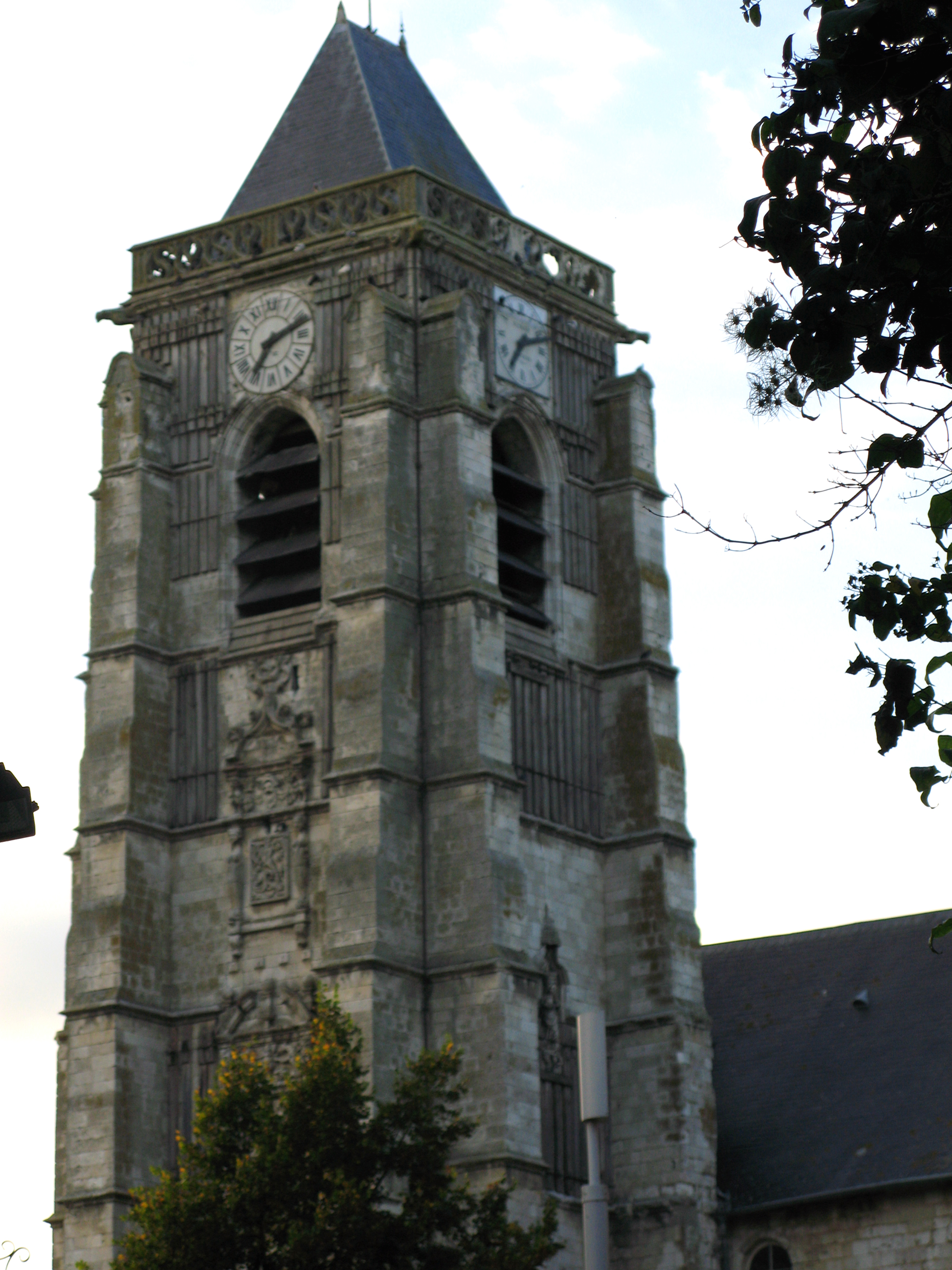
campanar

La piràmide de població per edats i sexe el 2009 era:
| Homes | Edats   | Dones |
| ----- | ------- | ----- |
| 4     | 95 o +  | 4     |
| 0     | 90 a 94 | 16    |
| 0     | 85 a 89 | 28    |
| 8     | 80 a 84 | 24    |
| 24    | 75 a 79 | 20    |
| 20    | 70 a 74 | 20    |
| 24    | 65 a 69 | 20    |
| 36    | 60 a 64 | 28    |
| 36    | 55 a 59 | 40    |
| 32    | 50 a 54 | 28    |
| 56    | 45 a 49 | 32    |
| 40    | 40 a 44 | 52    |
| 24    | 35 a 39 | 32    |
| 36    | 30 a 34 | 32    |
| 40    | 25 a 29 | 52    |
| 16    | 20 a 24 | 28    |
| 40    | 15 a 19 | 28    |
| 64    | 10 a 14 | 36    |
| 56    | 5 a 9   | 28    |
| 28    | 0 a 4   | 8     |

## Economia

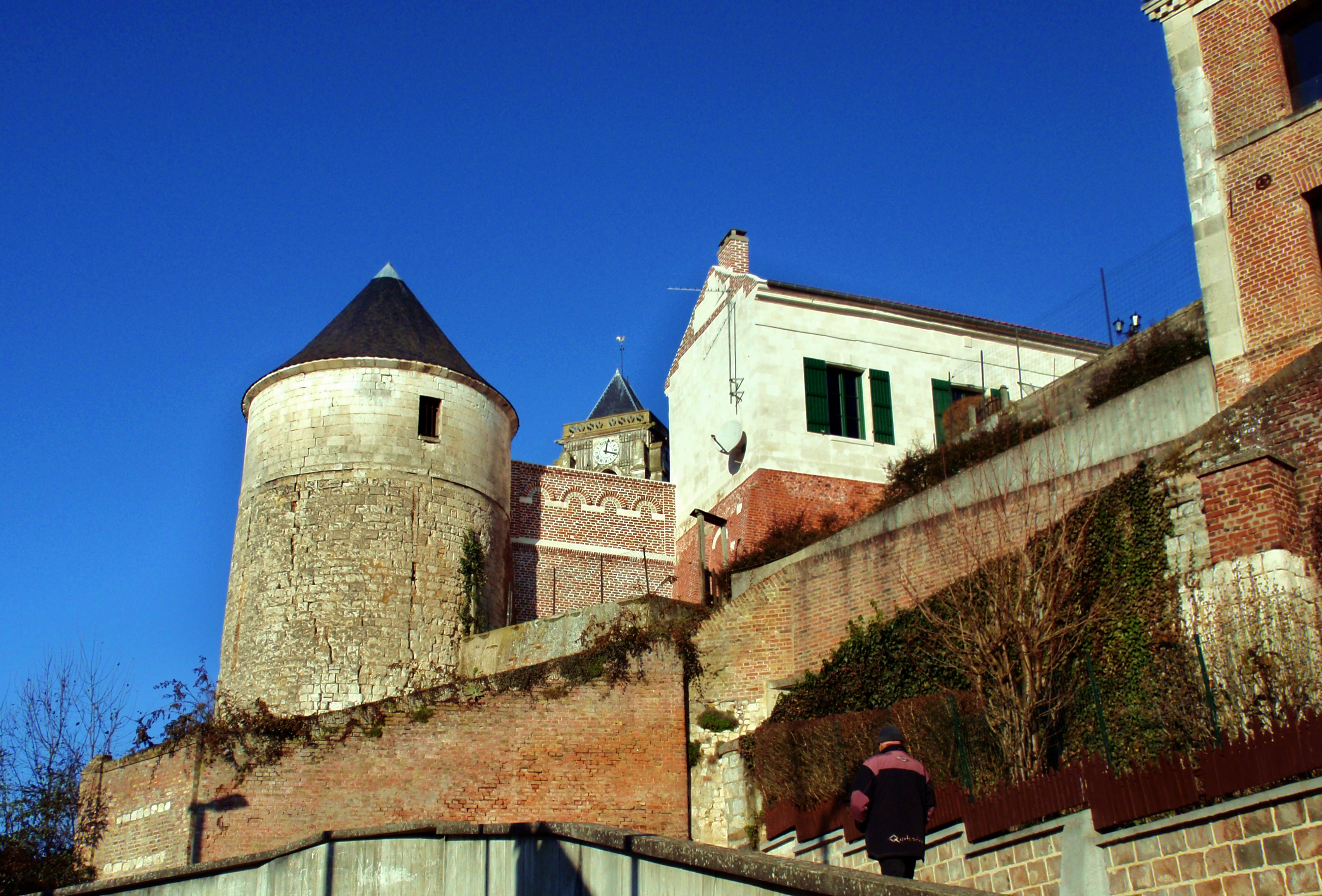

El 2007 la població en edat de treballar era de 726 persones, 483 eren actives i 243 eren inactives. De les 483 persones actives 422 estaven ocupades (254 homes i 168 dones) i 61 estaven aturades (26 homes i 35 dones). De les 243 persones inactives 86 estaven jubilades, 77 estaven estudiant i 80 estaven classificades com a «altres inactius».

### Ingressos
El 2009 a Domart-en-Ponthieu hi havia 432 unitats fiscals que integraven 1.096 persones, la mediana anual d'ingressos fiscals per persona era de 16.270 €.

### Activitats econòmiques

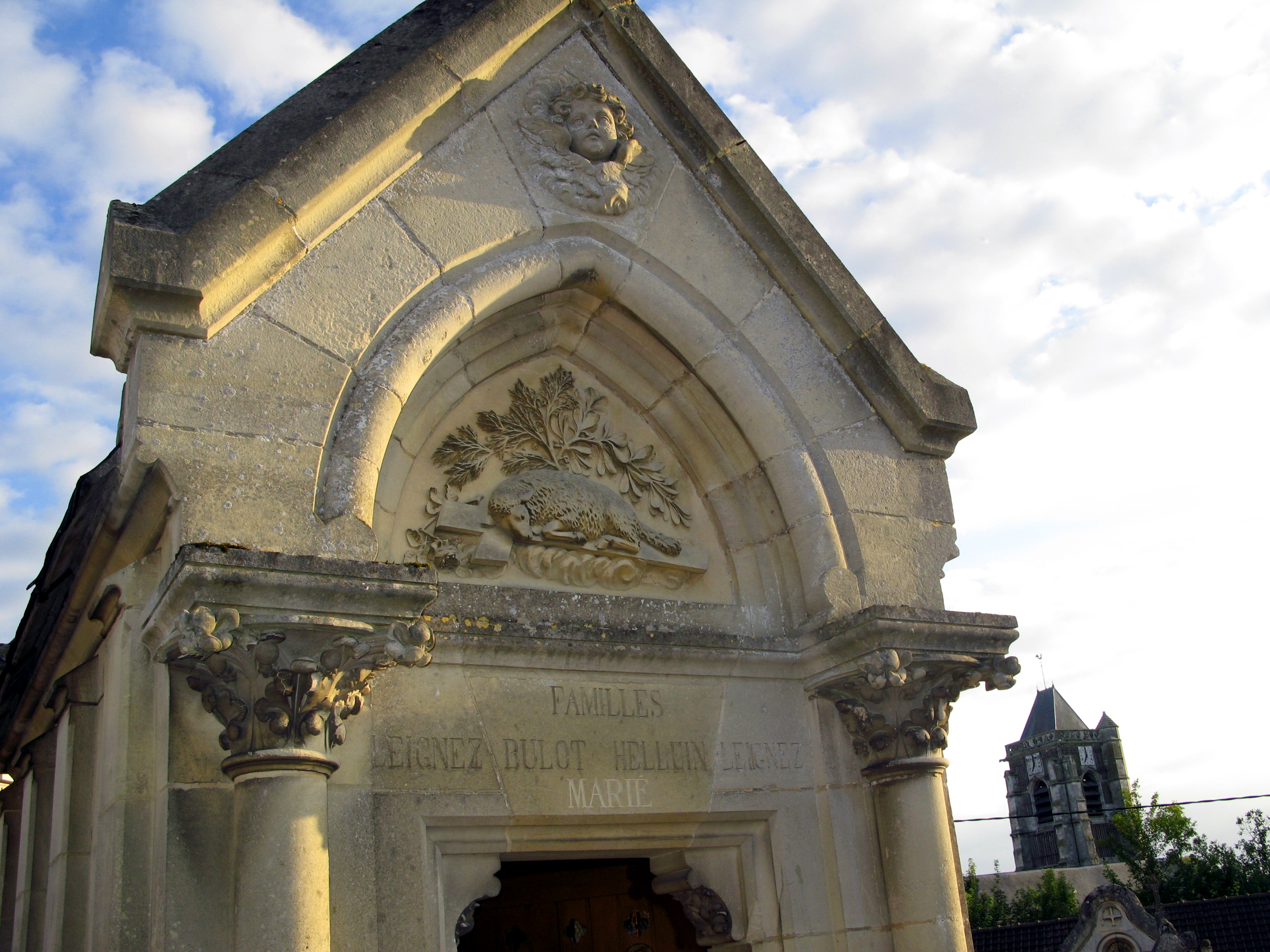

Dels 47 establiments que hi havia el 2007, 5 eren d'empreses extractives, 2 d'empreses alimentàries, 1 d'una empresa de fabricació d'altres productes industrials, 5 d'empreses de construcció, 11 d'empreses de comerç i reparació d'automòbils, 4 d'empreses de transport, 2 d'empreses d'hostatgeria i restauració, 4 d'empreses financeres, 2 d'empreses immobiliàries, 4 d'empreses de serveis, 2 d'entitats de l'administració pública i 5 d'empreses classificades com a «altres activitats de serveis».

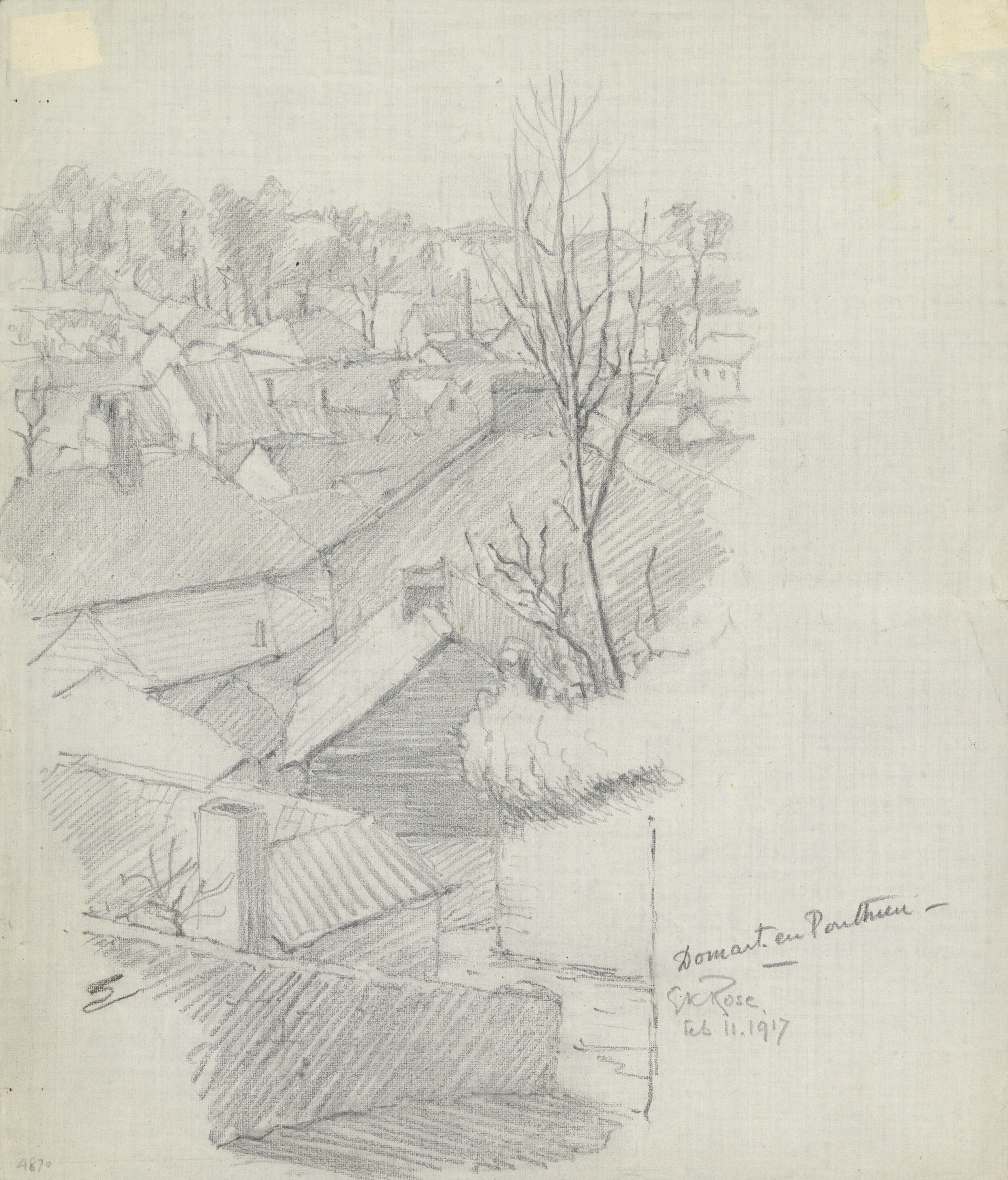

Dels 14 establiments de servei als particulars que hi havia el 2009, 1 era una gendarmeria, 1 oficina de correu, 2 oficines bancàries, 3 tallers de reparació d'automòbils i de material agrícola, 2 paletes, 1 guixaire pintor, 1 lampisteria i 3 perruqueries.
Dels 4 establiments comercials que hi havia el 2009, 1 era una botiga de menys de 120 m², 1 una fleca i 2 floristeries.
L'any 2000 a Domart-en-Ponthieu hi havia 14 explotacions agrícoles que ocupaven un total de 959 hectàrees.

## Equipaments sanitaris i escolars
El 2009 hi havia 1 farmàcia i 1 ambulància.
El 2009 hi havia una escola elemental. Domart-en-Ponthieu disposava d'un col·legi d'educació secundària amb 416 alumnes.

## Poblacions més properes

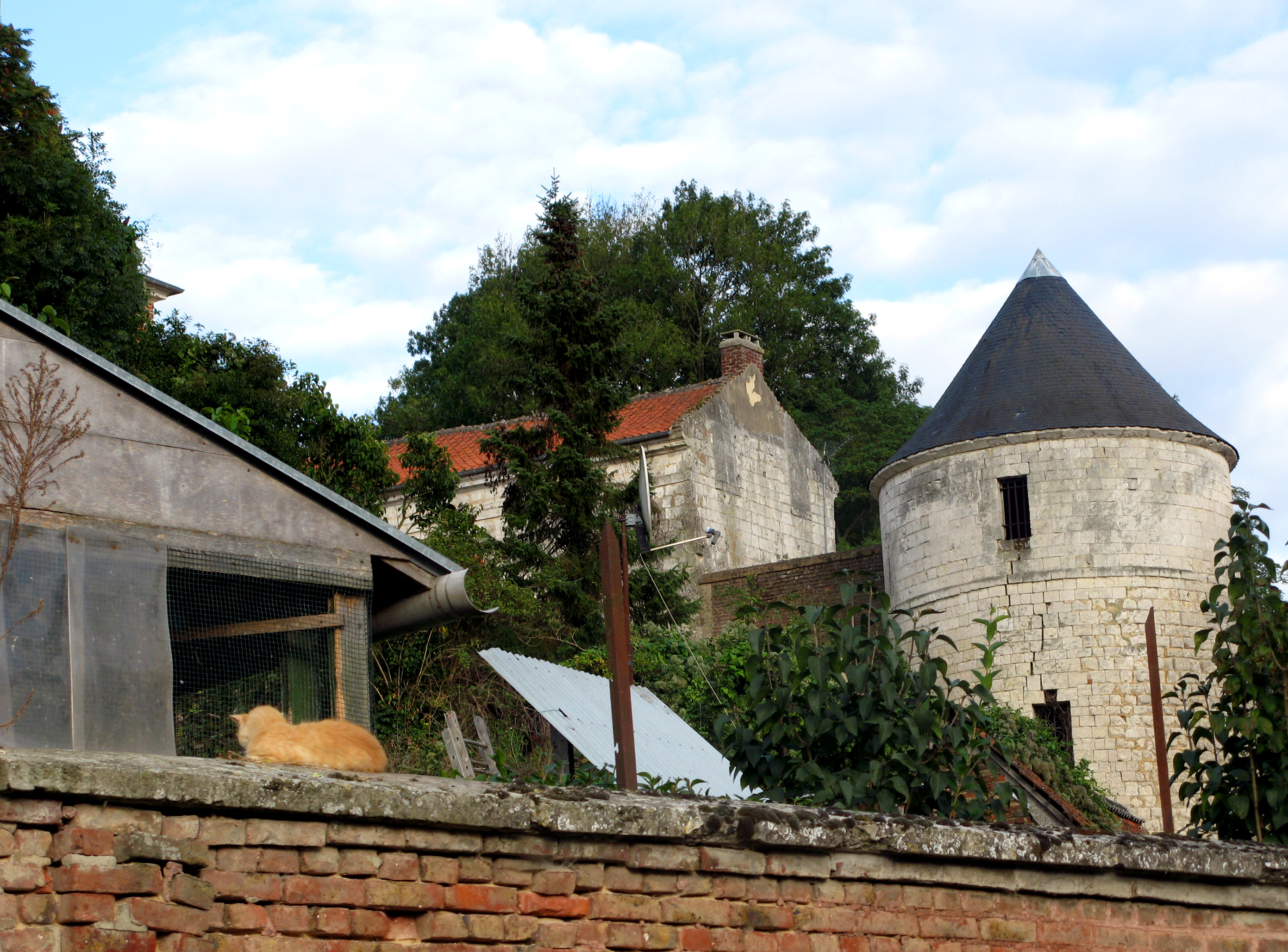

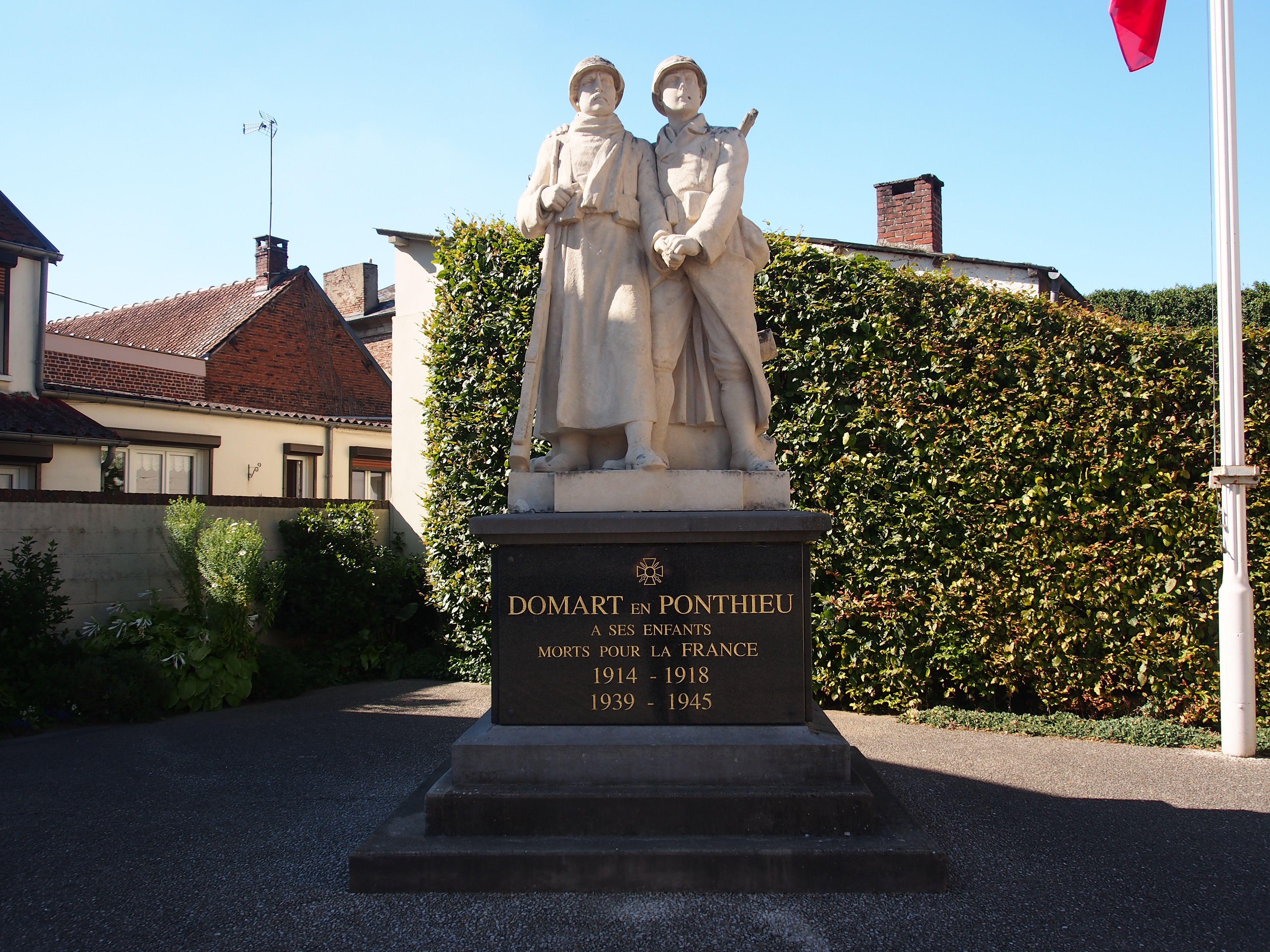

El següent diagrama mostra les poblacions més properes.

## Referències

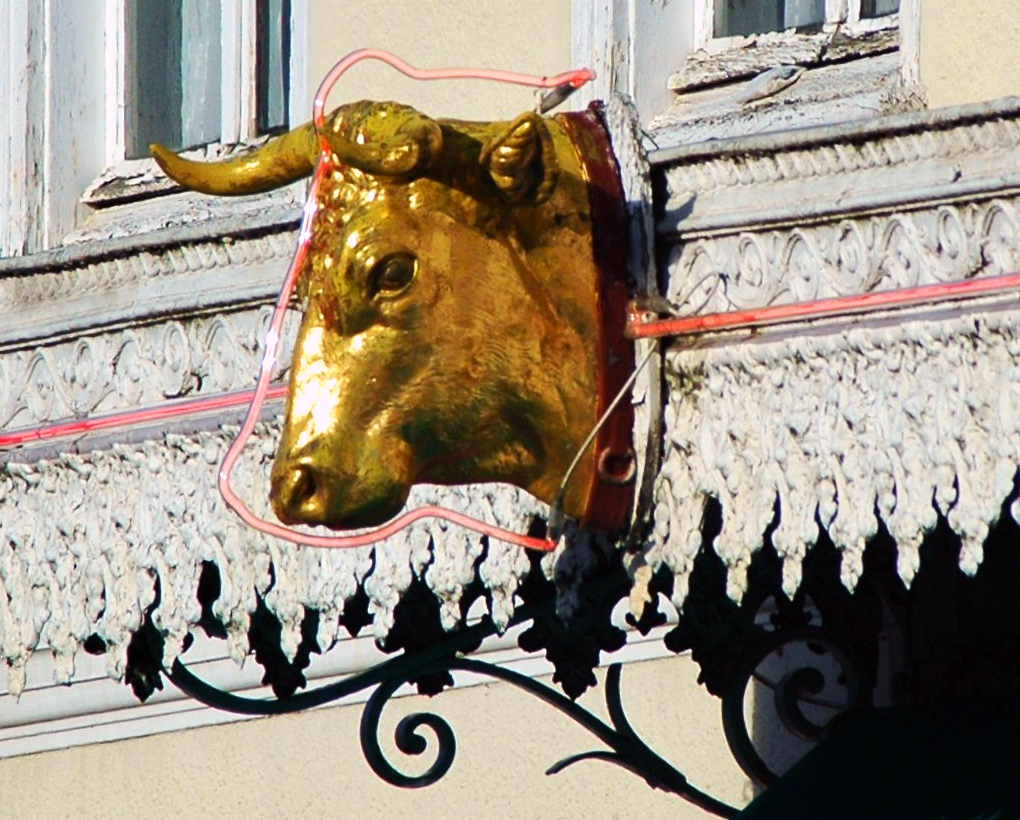